# Gottlieb Anton Simon

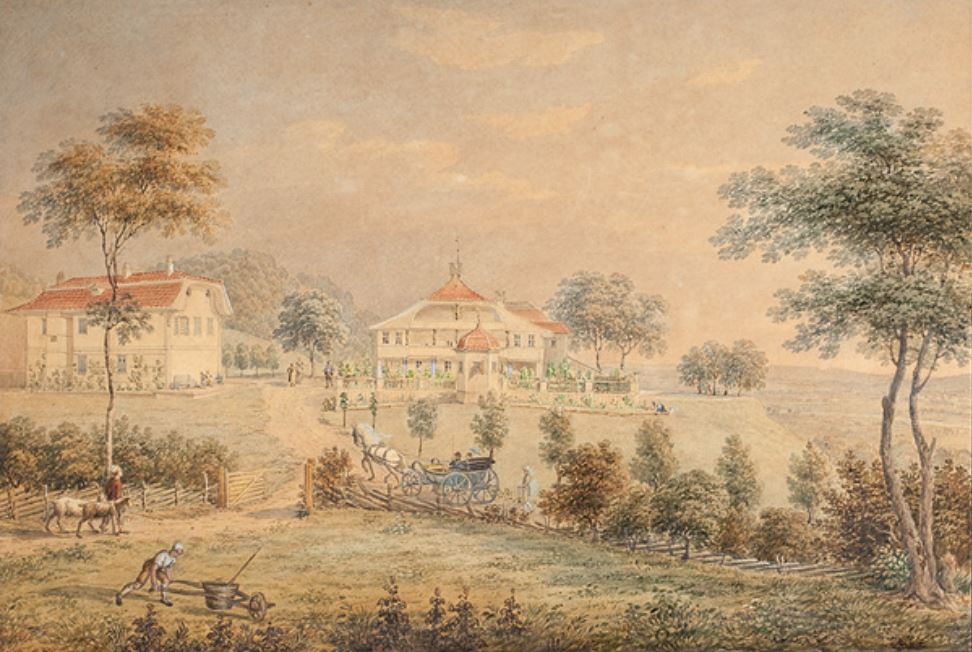
Gottlieb Anton Simon und seine Frau Rosina Wyttenbach im Einspänner in Muri bei Bern, Gouache von Johann Gottlieb Löhrer (1819)

Gottlieb Anton Simon (* 7. Juni 1790 in Bern; † 10. September 1855 ebenda; heimatberechtigt in Bolligen, ab 1805 in Bern) war ein Schweizer Seidenfabrikant und Politiker.
Simon wurde als Sohn des Seidenfabrikanten Johann Daniel Simon geboren, verheiratet war er mit Rosina Salome Wyttenbach. Er war Seidenfabrikant in der Matte in Bern. Von 1825 bis 1831 war er Berner Grossrat, ab 1831 Berner Stadtrat. Ab 1843 amtete er als Präsident der städtischen Baukommission. In den Jahren 1831 bis 1837 sass er für Thun als Liberaler im Grossen Rat, 1833 wurde er Landammann. Von 1843 bis 1846 war er erneut Grossrat für Bern, und von 1850 bis zu seinem Tod für das Amt Schwarzenburg. Er war Verwaltungsrat der Schweizerischen Centralbahn und Präsident der Schweizerischen Mobiliarversicherungsgesellschaft.